# Plecia nearctica
Plecia nearctica är en tvåvingeart som beskrevs av Hardy 1940. Plecia nearctica ingår i släktet Plecia och familjen hårmyggor. Inga underarter finns listade i Catalogue of Life.

## Bildgalleri

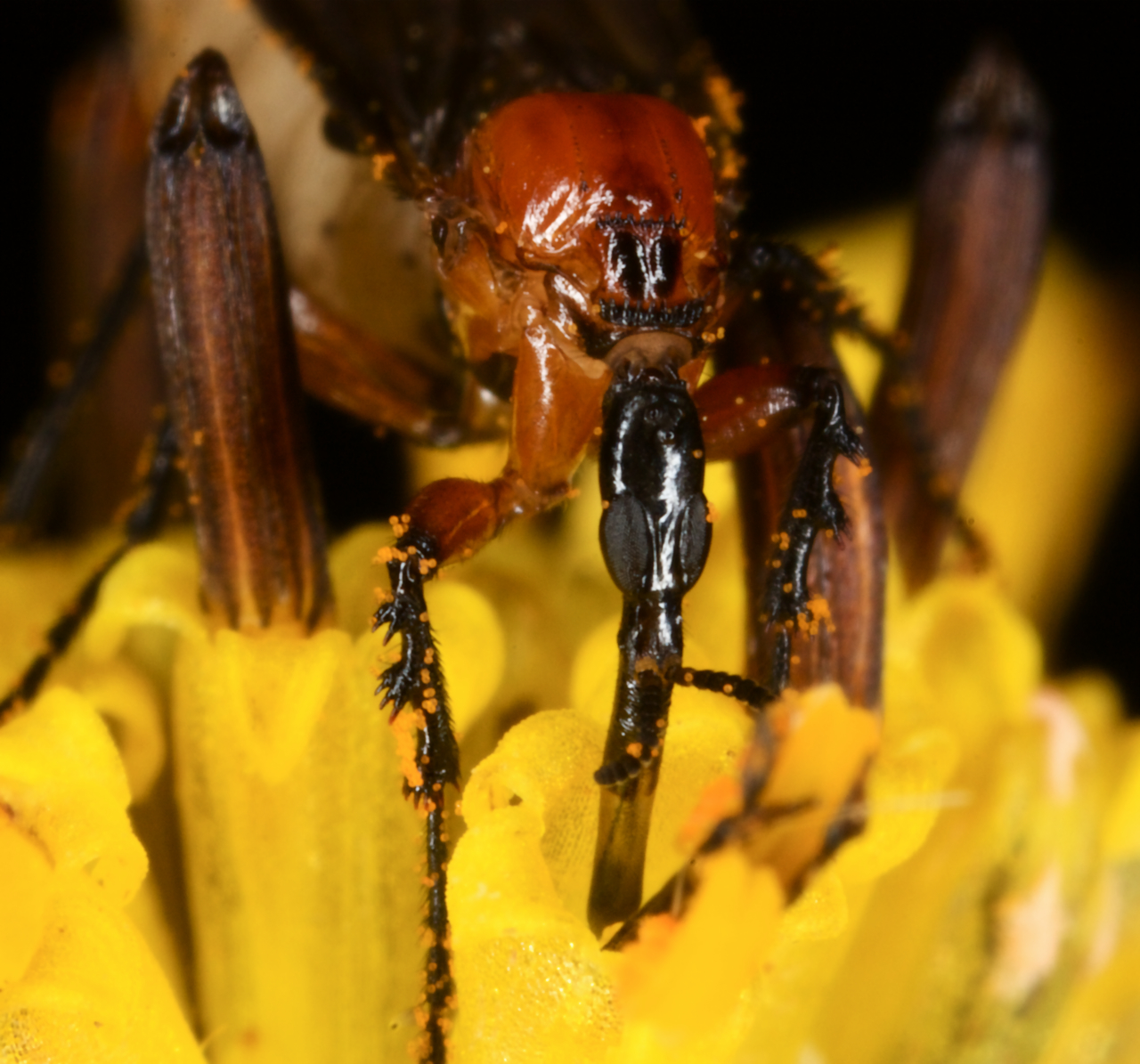